# Антон Новак
Антон Ян Новак, с лично име по рождение Антонин, е чешки ландшафтен архитект, творил в България.

## Биография
Антонин е дете в многолюдно семейство с 12 деца. Роден е на 7 декември 1860 г., в тогавашното село Винорж, Австро-унгарска империя (днес квартал на Прага, Чехия), в семейството на Ян и Людмила Новак.
Завършва началното си образование в родното си село. След завършването на средното си образование се записва в Земския пулмологичен институт в Прага. Служи военна служба под знамената на император Франц Йосиф Първи. Става преподавател в същия институт. След 3 години е изпратен да специализира във Виена.
Отказва да приеме поканата на княз Фердинанд да заеме длъжността „царски шеф-градинар“ на царската резиденция Евксиноград.
Пристига в България по покана на археолога Карел Шкорпил, при управлението на кмета на Варненската община Михаил Колони. Като начало през 1892 г. създава Търновската градска градина, както и Общинския разсадник във Велико Търново.
По поръчка на градската управа на Варна създава проект и започва осъществяването на един от най-големите градски паркове в България. Взима присърце възложената му задача, мястото бързо е почистено и картографирано. Засадени за първите редки растения. От Лонгоза, Странджа, дори от Цариград и Средиземноморието са донасяни с каруци ценни дървесни и цветни видове. Сред тях са бряст, липа, кестен, ясен и други. През 1899 г. поради „голямата деятелност“ на Новак общината му построява къща край входа на Морската градина (днес до сградата на Радио Варна).
Новак не само създава Морската градина на Варна – той проектира всички градини в града: градинката между двете сгради на театъра (тогава наречена Градска градина), парковете на Музея „Владислав Варненчик“ и на Девическата гимназия (днес Регионален исторически музей), озеленяването край църквите и по улиците на града.
Новак създава и парка при Аспаруховия вал, парка при църквата „Света Петка“, градините на Катедралния храм „Успение Богородично“, парка при църквата „Свети Николай“, парка при Арменското училище.
Влага 35 години в благоустройството на града и ръководи общинската служба за озеленяване. Управител на Морската градина – Варна от 1895 г. Създава и малък разсадник в днешната местност „Боровец“, край Варна. В края на XIX век Новак получава от общинските власти малка къща, намираща се в самия тогавашен край на парка, днес до Радио Варна.
Завършва живота си в бедност.
Има 2 брака – с чехкинята София Новак, а след като остава вдовец – с Каролина Новак, родена в Прага. Антон Новак има 4 деца – Антон (1899), Людмила (1901), Ярослав (1903) и Венцеслав. Всички потомци на Новак живеят във Варна.

## Почит
За уреждането на парка при Музея „Владислав Варненчик“ Антон Новак получава орден „За гражданска заслуга“ от правителството на Полската република.
Около 2000 г. му е поставен паметник в Морската градина, а през пролетта на 2009 г. на него е наречено площадчето с колонадата между централния вход на Морската градина и Фестивалния комплекс..
За Антон Новак е създаден документалният филм „Зеленият вълшебник“ на Радио-телевизионния център (РТВЦ) във Варна.